# Chippenham
Chippenham je městys v anglickém hrabství Wiltshire, nacházející se 21 kilometrů východně od Bath. Podle sčítání lidu zde roku 2001 žilo 28 065 obyvatel. Mottem obce je Unity and Loyalty (tedy svornost a věrnost).

## Geografie a demografie

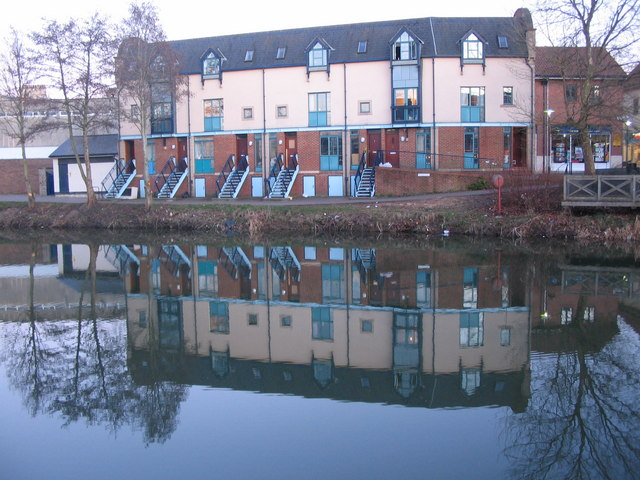
Byty u řeky Avon

Chippenham je největší obec v Severním Wiltshiru. Nachází se na řece Avon, mezi krajinou Marlborough Downs na východě, Cotswoldskými kopci na severu a západě a Salisburskou planinou (proslulá komplexem menhirů Stonehenge) na jihu. Okolo Chippenhamu se nachází rozptýlená venkovská sídla a zalesněná krajina, například Bird's Marsh, Vincients Wood a Briars Wood. Významná je blízká vesnice Castle Combe, kde se nachází závodní okruh a která byla využita pro natáčení několika filmů.
Populace Chippenhamu se v posledním desetiletích prudce zvýšila. Podle sčítání lidu tu roku 2001 žilo 28 065 obyvatel, což je proti číslu 25 376 z roku 1991 nárůst o 11 procent. Tato rapidní expanze může být přičtena rozvoji velkých sídlišť, který pokračuje i v současnosti.

## Turistické cíle
V obci:
- Kostel svatého Ondřeje, vybudovaný zřejmě na místě starého anglosaského kostela[1]
- Chippenhamské muzeum, nacházející se v budově z 18. století[2]
- Market Place, kde se konají městské trhy[3]

V okolí:
- Lacock, vesnice s mnoha chráněnými památkami, natáčelo se zde několik filmů
- Castle Combe, tradiční vesnice, také se zde natáčelo několik filmů
- Sheldon Manor, nejstarší dosud obývané panství ve Wiltshiru

## Partnerská města
- La Flèche, Francie (od r. 1982)[4]
- Friedberg, Bavorsko, Německo (od r. 1992)[4]